# Tristan und Isolde: bewerkingen

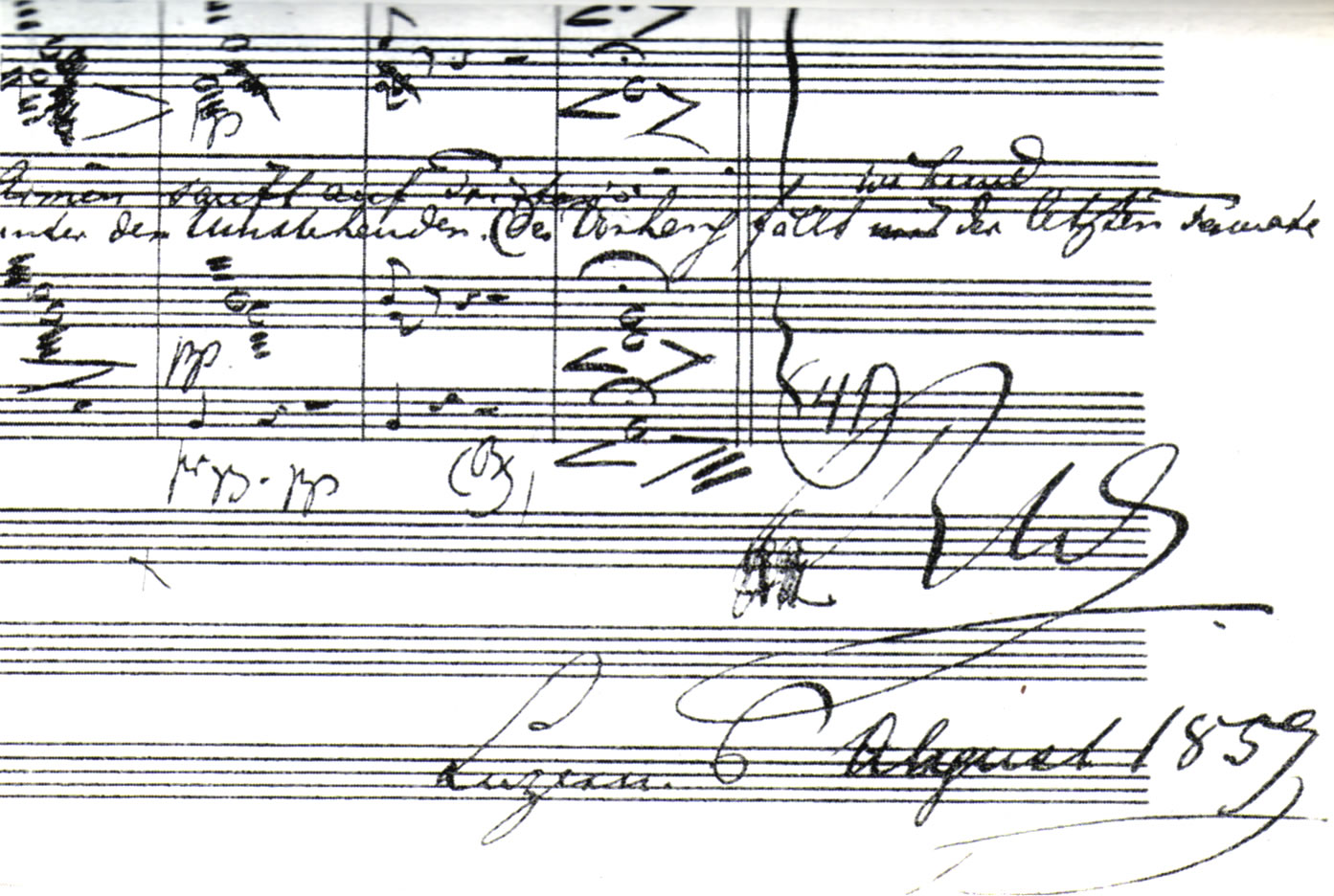
Manuscript van het slot van Richard Wagners Tristan und Isolde uit 1859

Van Richard Wagners meest revolutionaire opera Tristan en Isolde hebben meerdere componisten en arrangeurs bewerkingen gemaakt.

## Voorgeschiedenis
Franz Liszt combineerde van Wagners opera de prelude en het laatste deel, als Liebestod, tot één orkestwerk hoewel Wagner er nooit zijn goedkeuring aan verleende. Daarnaast is de naamgeving ’Liebestod’ voor het slot een vergissing van Liszt, die tot op de dag van vandaag wordt gebruikt, want Wagner noemde juist de prelude tot de opera zo. Het einde van de opera noemde hij namelijk ‘Verklärung’ (gedaanteverandering). Deze bewerking wordt in concertante vorm, in twee gedaantes, veel opgevoerd: zoals Liszt het samenstelde, dus zonder zang waarbij de houtblazers de zanglijnen inkleuren, en door een combinatie van de originele prelude met het originele einde met sopraansolo waarin alles van Wagners hand intact blijft.

## Stokowski’s bewerkingen
Leopold Stokowski bewerkte de muziek van Tristan en Isolde meerdere keren en concentreerde zich vooral op de liefdesmuziek uit de tweede en derde aktes. In 1932 maakte hij zijn eerste ‘symfonische synthese’ van deze opera waarbij hij voortging op Liszts pad. Na de prelude (die in de opera eindigt met zacht pizzicato in de strijkers) voegt Stokowski muziek uit alle andere aktes toe: het deel waarin Isolde en Brangänge de magische dranken bediscussiëren, dan naar de ‘Liebesnacht’ (tweede akte) waardoorheen de eenzaamheid van Tristan in het begin van de derde akte is geweven en daarna een overgang naar de ‘Liebestod’. Van deze synthese zijn 3 opnames: twee door Stokowski zelf (één met zijn Philadelphia Orchestra in 1932 en een met zijn ‘Leopold Stokowski Symphony Orchestra’ in 1950) en de laatste opname is die op het Engelse label Chandos.
Een aantal jaren na deze eerste synthese produceerde Stokowski een tweede arrangement die hij ‘Love music from Act 2 & 3 of ‘Tristan und Isolde’ noemde. Deze synthese (van ongeveer 25 minuten speelduur) liet de prelude en de discussie over de drankjes links liggen en concentreert zich sterk op de ‘Liebesnacht’. Dit stuk eindigde waar de tweede akte eindigde, dus met de plotselinge entree van Koning Marke (Isoldes echtgenoot). Stokowski kreeg kritiek op deze bewerking vanwege de abrupte en onvoltooide indruk die dit maakte. Hij trok zich deze kritiek waarschijnlijk aan, want hij besloot met zijn orkest weer de studio in te gaan en bewerkte het stuk zodanig dat de laatste twee 78-toeren platen vervangen konden worden: nu stond de ‘Liebestod’ erop. Van de oorspronkelijke synthese zijn er alleen opnames door Stokowski zelf: één uit 1935 en een tweede uit 1960 en van die met het nieuwe einde door Stokowski (1939) die aangeduid wordt als ‘Symphonic Synthesis nr.2 alternative ending’.
In 1940 en rond 1965 nam Stokowski de stukken weer onder handen en hij veranderde wat in de instrumentaties. Deze wijzigingen zijn niet groot maar kennelijk wel om nieuwe titels te krijgen ‘Tristan und Isolde: Symphonic Synthesis 3’ en ‘Tristan und Isolde: Symphonic Synthesis 4’ Men kan de hele opnamegeschiedenis van deze (en andere) muziekstukken van Stokowski volgen op de website van Enno Riekena.
De Amerikaanse dirigent en arrangeur John Mauceri heeft in 2006 van alle beschikbare bronnen van Stokowski’s bewerkingen een ‘performing edition’ gemaakt.
Het verhaal bij Stokowski's synthese luidt als volgt: De twee heimelijke geliefden Tristan en Isolde ontmoeten elkaar ’s nachts in de tuin. Er was een nachtelijke jacht georganiseerd - dit is te horen door koperblazers die van verre een jachtthema spelen - waarbij Tristan zich gedrukt heeft. Tristan en Isolde zingen hun duet (‘Nacht der Liebe’) en in de muziek kunnen we de slechte afloop van het geheel al aan horen komen. Ze zingen van een oneindige liefde die in de (gezamenlijke) dood kan worden bereikt (‘O, ew’ge Nacht’). Plotseling verschijnen Melot (ook stiekem op Isolde verliefd, dus een verrader) en Koning Marke. Melot slaat Tristan neer met zijn zwaard en verwond hem in de zij. Adempauze. In de volgende scène vinden we Tristan zwaargewond en in koortswanen in zijn kasteel. Een herder brengt een triest lied ten gehore. Op het moment dat Isolde binnenkomt - zij was Tristan gaan zoeken - overlijdt hij in haar armen. Dan begint Isoldes ‘Verklärung’, de uiteindelijke vereniging in de dood; ze sterft. In de opera moet ze na 4 uur nog eerst een moeilijke aria volbrengen. Op dit moment lost Wagner het ‘Tristan akkoord’ op waarmee hij de uiteindelijke verlossing voor het verenigde paar muzikaal aflevert.
In feite hebben we zo een samenvatting van deze opera die bijna 4 uur duurt in 30 minuten.

## Andere bewerkingen
- Franz Waxman

De Amerikaanse componist Franz Waxman (geboren als Franz Wachsmann, van joodse afkomst, in Königshütte, Silezië) componeerde in 1947 zijn ‘Tristan and Isolde’ Love Music for piano and violin. In 1945 vroeg Waxman zijn vriend Jascha Heifetz of hij geïnteresseerd zou zijn om mee te spelen op de soundtrack van de Warner Bros.-film ‘Humoresque’. Deze film gaat over een violist (gespeeld door John Garfield) die aan lager wal is geraakt en onder andere in de film de ene na de andere hopeloze liefdesaffaire heeft, onder andere met Joan Crawford. Uiteindelijk konden Heifetz en Warner Bros. het met elkaar niet eens worden over royalty's en contracten, maar de vraag van Waxman resulteerde erin dat Heifetz in zijn carrière het stuk van Waxman vele malen speelde. Hij heeft het echter nooit commercieel op plaat uitgebracht. Waxmans muziek is bewerkt voor vioolsolo met ondersteuning van piano en is uitsluitend gebaseerd op de muziek van de liefdesnacht in de tweede akte van de opera en duurt ongeveer 6 minuten.
- Henk de Vlieger

De Nederlandse musicus Henk de Vlieger is slagwerker bij de Nederlandse omroeporkesten. Hij heeft vele arrangementen gemaakt onder andere van Wagners Parsifal en van Antonin Dvořák’s pianocyclus ’Uit Boheemse wouden’. In deze bewerking heeft de Vlieger de instrumentale stukken in de opera achter elkaar gezet, van nieuw gecomponeerde verbindingen voorzien en delen tussengevoegd die in de opera sleutelscènes zijn. Uit deze laatste delen heeft hij de zanglijnen vervangen door orkestinstrumenten. De titel van het werk is ’TRISTAN & ISOLDE, an orchestral passion’ en de delen zijn: 1. Einleitung - 2. Isoldes Liebesverlangen - 3. Nachtgesang - 4. Vorspiel und Reigen - 5. Tristans Vision - 6. Das Wiedersehen - 7. Isoldes Liebestod. Het hele stuk duurt ongeveer 65 minuten. Ook De Vlieger noemt het laatste deel ’Liebestod’ (zie boven). De muziek concentreert zich op de gebeurtenissen tussen Tristan en Isolde en sluit de secundaire actie in de opera uit. Het derde deel heeft grote overeenkomsten met Stokowski's bewerkingen.
- Max Reger

De componist Max Reger heeft een bewerking onder de titel ‘Tristan und Isolde: Vorspiel und Isoldes Liebestod’ gemaakt voor 2 piano’s. Hij heeft ook het voorspel tot de opera ‘Die Meistersinger von Nürnberg’, de ouverture ‘Tannhäuser’ en uit Die Walküre: ‘Wotans Abschied und Feuerzauber’ voor 2 piano’s bewerkt.
- Max Knigge

De Nederlandse componist Max Knigge schreef een bewerking van Vorspiel und Isoldes Liebestod voor het Dudok Quartet Amsterdam en accordeonist Vincent van Amsterdam. 